# SJ Rm sorozat

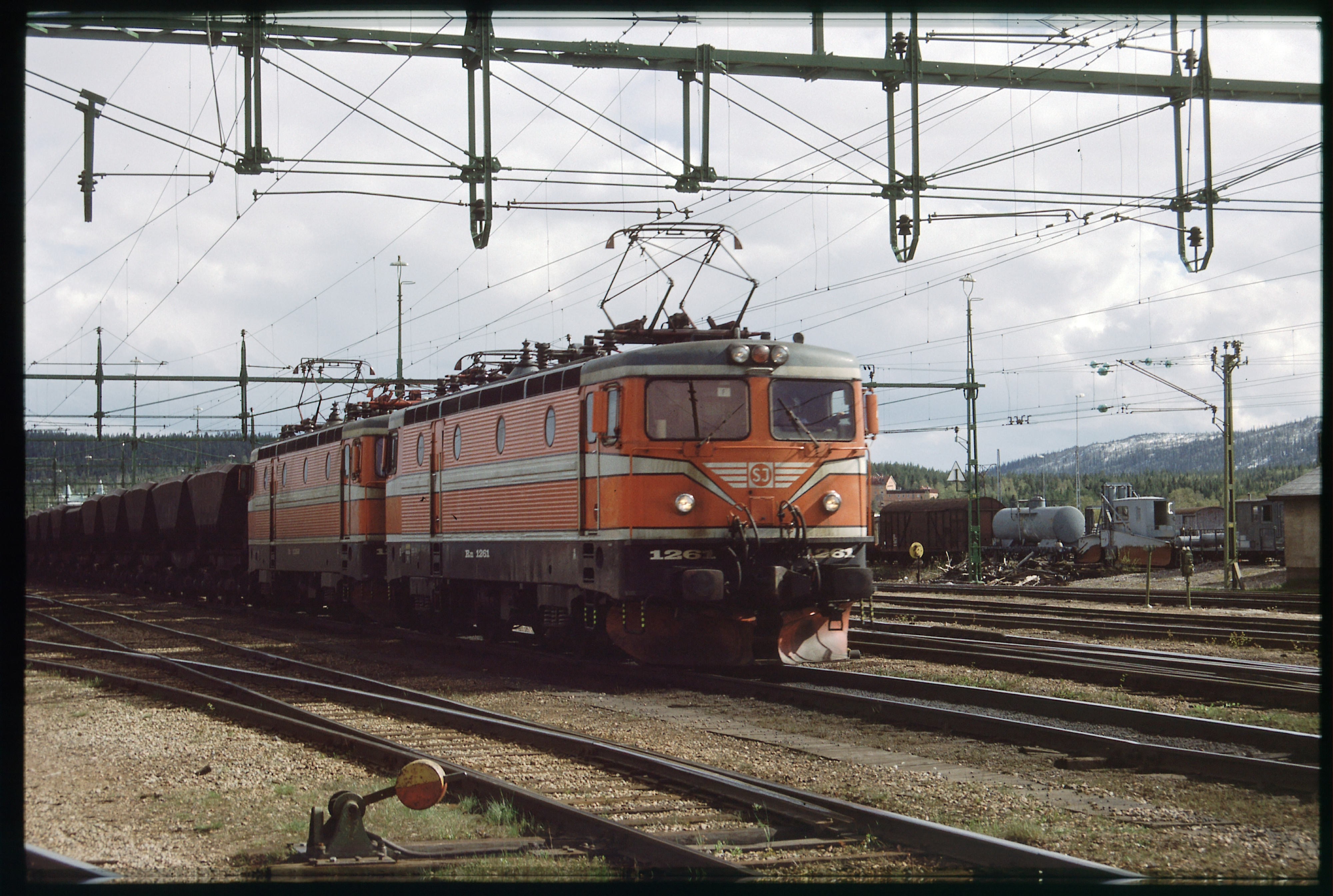
Az eredeti narancssárga festés

Az SJ Rm sorozat egy svéd 15 kV, 16,7 Hz váltakozó áramú, Bo'Bo' tengelyelrendezésű villamosmozdony-sorozat. Az SJ üzemeltette, majd később a Green Cargóhoz került. Összesen 6 db készült belőle az ASEA gyárában 1977-ben.
A hat mozdony az SJ Rc sorozat módosított változata: A különbség a kisebb kerekekben rejlik, amelyek nagyobb vonóerőt, de kisebb maximális sebességet biztosítanak. Három egységből álló konfigurációban használták őket a Malmbanan nevű vonalon az SJ Dm3-as egységek kiegészítéseként, de később a svéd vasúthálózat más részeire kerültek át, miután a Malmbananán csökkentek a szállítási igények. Amikor eredetileg vasérc szállítására használták őket, ballaszttal, SA3-as tengelykapcsolóval és kiegészítő fékekkel látták el őket, de mindezeket a módosításokat eltávolították, amikor a mozdonyokat rendes teherszállítási üzembe állították. Az 1990-es években narancssárgáról kékre festették át őket. Amikor az SJ-t felosztották, a Malmőben állomásozó Green Cargóhoz kerültek. 2013-2014-ben ismét vasércforgalomra használták őket Malmbananban. Svappavaara és Narvik között közlekedtek a Northland Resources számára, SA3-as kuplungokkal. A Northland csődje után leparkolták őket, de 2016-ban visszatértek a szolgálatba (ismét szabványos kapcsolókkal). A mozdonyokat most a Green Cargo használja, és különböző tehervonatokat vontatnak szerte Svédországban.